# پتروپولیس
شهر پتروپولیس در استان آتیک در کشور یونان واقع شده است که دارای جمعیت ۵۴٬۹۳۰  نفر می‌باشد.